# 雷垌仲芳冼公祠
雷垌仲芳冼公祠，位于中国广东省茂名市高州市长坡镇，为茂名市高州市的一个市级文物保护单位，类型为古建筑，公布时间为2005年。
雷垌仲芳冼公祠的历史年代为清代。